# 壯圍鄉
壯圍鄉位於蘭陽平原東部，鄰近宜蘭市區。東臨太平洋，又居蘭陽溪下游及出海處，地勢平坦，且土壤屬沙質土壤，排水良好加上日照充足。全境地勢低平，土壤肥沃，農業為其主要產業活動，沿海地區多重植根莖類作物(花生、蘿蔔、西瓜、山藥等)。當地也有養殖漁業，出海捕魚、牽罟是舊時沿海地區賴以為生的活動（2016年，壯圍廍後社區規劃讓民眾體驗牽罟）。 
當地產業以農業為主，特產瓜果類及青蔥。而稻米的產量更名列臺灣三大米倉之一，是一個充滿鄉村氣息的濱海地區，同時位於蘭陽平原的海岸中心，是欣賞「龜山朝日」的最佳地點。

## 歷史
壯圍鄉舊稱「民壯圍」，係於1802年由吳沙率眾入侵蘭陽平原，後為酬謝有功青壯鄉民，因而稱之；或說吳化（吳沙的姪子）部屬九旗首之陳孟理（或說陳明燈）見此土壤肥沃，率眾劃界管墾，因無天險可守，只有青壯年圍屯聚居，故名。
嘉慶十五年，宜蘭縣收歸版圖，設置「噶瑪蘭廳」，光緒六年，改為「宜蘭縣」。
甲午戰後，日本領台，改為「宜蘭支廳」。1920年，實施州廳制度，宜蘭廳併入臺北州，壯圍屬臺北州宜蘭郡，共轄部後、公館、壯二、壯三、壯四、壯五、壯六、壯七、過嶺、三塊厝、十三股、功勞、霧罕、南興、美福、新興、七張、大福、土圍、新發、古亭笨、五間、抵美等23個大字。1940年，宜蘭市擴大管轄區域，乃將壯圍庄的壯二、壯三、壯四、壯七、七張併入宜蘭市。
1945年中華民國接管臺灣後，行政長官公署將臺灣從5州3廳改為8縣，壯圍鄉屬臺北縣宜蘭區。1950年宜蘭縣設立，壯圍鄉改隸宜蘭縣。

## 人口
根據宜蘭縣政府民政處統計，2024年底壯圍鄉戶數約9.9千戶，人口約2.4萬人，鄉內人口最多與最少的吉祥村與永鎮村，2024年底兩村人口分別為3,213人與865人；人口密度最高與最低的村分別是吉祥村與新南村，2024年底兩村人口密度分別為每平方公里1,662人與326人。

## 政治

### 歷任首長
| 屆次 | 姓名   | 黨籍       | 任職期間                      | 備註     |
| ---- | ------ | ---------- | ----------------------------- | -------- |
| 官派 | 陳添益 |            |                               |          |
| 官派 | 吳池   |            |                               |          |
| 官派 | 李朝養 |            |                               |          |
| 1    | 張郭春 |            | 1952年1月10日-1954年1月9日    |          |
| 2    | 張郭春 |            | 1954年1月10日-1957年1月9日    |          |
| 3    | 陳茂盛 |            | 1957年1月10日-1960年1月9日    |          |
| 4    | 陳茂盛 |            | 1960年1月10日-1964年3月1日    |          |
| 5    | 吳鳳鳴 |            | 1964年3月1日-1968年3月1日     |          |
| 6    | 吳鳳鳴 |            | 1968年3月1日-1973年4月1日     |          |
| 7    | 曾來福 |            | 1973年4月1日-1977年12月30日   |          |
| 8    | 曾來福 |            | 1977年12月30日-1982年3月1日   |          |
| 9    | 林茂榮 | 中國國民黨 | 1982年3月1日-1986年3月1日     | 同額競選 |
| 10   | 林茂榮 | 中國國民黨 | 1986年3月1日-1990年3月1日     |          |
| 11   | 張樟琳 | 中國國民黨 | 1990年3月1日-1994年3月1日     |          |
| 12   | 張樟琳 | 中國國民黨 | 1994年3月1日-1998年3月1日     | 同額競選 |
| 13   | 邱耀祖 | 無黨籍     | 1998年3月1日-2002年3月1日     |          |
| 14   | 邱耀祖 | 無黨籍     | 2002年3月1日-2006年3月1日     |          |
| 15   | 游濸木 | 民主進步黨 | 2006年3月1日-2010年3月1日     | 連任失敗 |
| 16   | 簡文魁 | 中國國民黨 | 2010年3月1日-2014年12月25日   |          |
| 17   | 簡文魁 | 中國國民黨 | 2014年12月25日-2018年12月25日 |          |
| 18   | 沈清山 | 中國國民黨 | 2018年12月25日-2022年12月25日 |          |
| 19   | 沈清山 | 中國國民黨 | 2022年12月25日-現任           |          |

### 鄉政組織
壯圍鄉公所是壯圍鄉最高層級的地方行政機關，在中華民國政府架構中為鄉自治的行政機關，同時負責執行縣政府及中央機關委辦事項，壯圍鄉的自治監督機關為宜蘭縣政府。鄉長由全體鄉民直接選舉產生，任期為四年，可連選連任一次。壯圍鄉公所於每月固定召開一次主管會報，並由鄉長親自擔任主持人，設有5課3室等8個內部單位及3個附屬機關。
壯圍鄉民代表會是壯圍鄉的最高民意機關，代表全體鄉民立法和質詢鄉政。鄉民代表由公民直選選出，任期為四年，可連選連任。壯圍鄉民代表會共有11位鄉民代表，分別為第一選區4席鄉民代表、第二選區2席鄉民代表、第三選區2席鄉民代表、第四選區3席鄉民代表，主席、副主席由11位鄉民代表互選產生。

### 行政區與各村村長
- 大福村村長：陳榮華
- 古亭村村長：鄭文展
- 古結村村長：賴建國
- 吉祥村村長：陳長壬
- 東港村村長：林玉華
- 美城村村長：吳橜達
- 復興村村長：陳秀英
- 新社村村長：莊阿日
- 新南村村長：葉慶文
- 永鎮村村長：呂文章
- 功勞村村長：林金虎
- 忠孝村村長：莊朝明
- 美福村村長：陳天來
- 過嶺村村長：李春田

## 宗教祭祀

### 壯圍八大庄廟宇
早期壯圍鄉八大庄分別是永鎮村、忠孝村、過嶺村、新社村、後埤村、廍後村、美城村、古亭村，而早期壯圍八大庄廟宇分別為壯圍永鎮廟(主神開漳聖王)、過嶺保安宮(主神中壇元帥)、壯六鎮安廟(主神開漳聖王)、社頭鎮安廟(主神開漳聖王)、後埤振安廟(主神開漳聖王)、美城福德廟(主神福德正神)、古亭永惠廟(主神開漳聖王)、番社同安廟(主神玄天上帝)，並以壯圍永鎮廟(開漳聖王)為公廟，每年農曆二月十五日壯圍永鎮廟邀請八大庄頭大廟主神前往一同參與過火。

### 廟宇
- 番社同安廟：主祀玄天上帝
- 東港鎮安宮：主祀開漳二王
- 壯圍慈德宮：主祀玄天上帝
- 美福鎮安廟：主祀古公三王
- 壯六鎮安廟：主祀開漳聖王
- 新社鎮安廟：主祀開漳聖王
- 壯圍永鎮廟：主祀開漳聖王
- 公館永安宮：主祀中壇元帥
- 功勞永安廟：主祀大眾爺
- 古亭永惠廟：主祀開漳聖王
- 新南鎮安宮：主祀玄天上帝
- 壯圍慈德宮：主祀玄天上帝
- 美福協天廟：主祀關聖帝君
- 美福港邊協天廟：主祀關聖帝君
- 順和協天廟：主祀關聖帝君
- 美城南安宮：主祀南發元帥
- 過嶺保安宮：主祀中壇元帥
- 古結保安廟：主祀廣澤尊王
- 後埤振安宮：主祀開漳聖王
- 五間紫雲寺：主祀齊天大聖
- 美城福德廟：主祀福德正神
- 過嶺集安宮：主祀太上老君
- 大福補天宮：主祀女媧娘娘
- 永鎮福德廟：主祀福德正神
- 東港慶安寺：主祀廣澤尊王
- 壯五鎮安廟：主祀古公三王
- 壯六玄威廟：主祀玄天上帝
- 順和延平廟：主祀延平郡王
- 東安聖祖廟：主祀聖祖
- 東港大眾爺廟：主祀大眾爺
- 東港金斗公廟：主祀金斗公
- 新社發蓮宮：主祀開漳聖王
- 美城萬善廟：主祀有應爺公
- 過嶺福德廟：主祀福德正神
- 新社福德廟：主祀福德正神
- 東港漁師廟：主祀漁師爺（張志和）

## 教育

### 高級中等學校
- 宜蘭縣私立中道高級中學

### 國民中學
- 宜蘭縣立壯圍國民中學

### 國民小學
- 宜蘭縣壯圍鄉壯圍國民小學
- 宜蘭縣壯圍鄉大福國民小學
- 宜蘭縣壯圍鄉古亭國民小學
- 宜蘭縣壯圍鄉公館國民小學
- 宜蘭縣壯圍鄉過嶺國民小學
- 宜蘭縣壯圍鄉新南國民小學

### 公立托兒所、幼稚園
- 壯圍鄉立幼兒園
- 古亭國小附設幼兒園
- 新南國小附設幼兒園

## 交通

### 公路
- 國道五號（蔣渭水高速公路）
  - 38 宜蘭宜蘭交流道
- 台2線（北部濱海公路）
- 台7線（北部橫貫公路）
- 縣道190號
- 縣道191號：國道5號側車道
  -  縣道191甲線
- 縣道192號

### 公車資訊
- 宜蘭縣市區公車
  - 葛瑪蘭客運
    - 191 礁溪轉運站-礁溪-竹安(經大福)
    - 791 宜蘭車站－壯圍鄉公所－城仔
    - 793 宜蘭轉運站-永鎮廟

  - 國光客運
    - 795 大福－梅洲社區/慈航宮
    - 1787 宜蘭轉運站－東港
    - 1788 宜蘭轉運站－大福
    - 台灣好行  綠18壯圍沙丘線 宜蘭轉運站－頭城車站
- 國道客運 壯圍站
  - 國光客運
  - 葛瑪蘭客運
  - 首都客運
  - 統聯客運

### 台灣高鐵
高鐵基地[設在壯圍鄉美福村]

## 旅遊

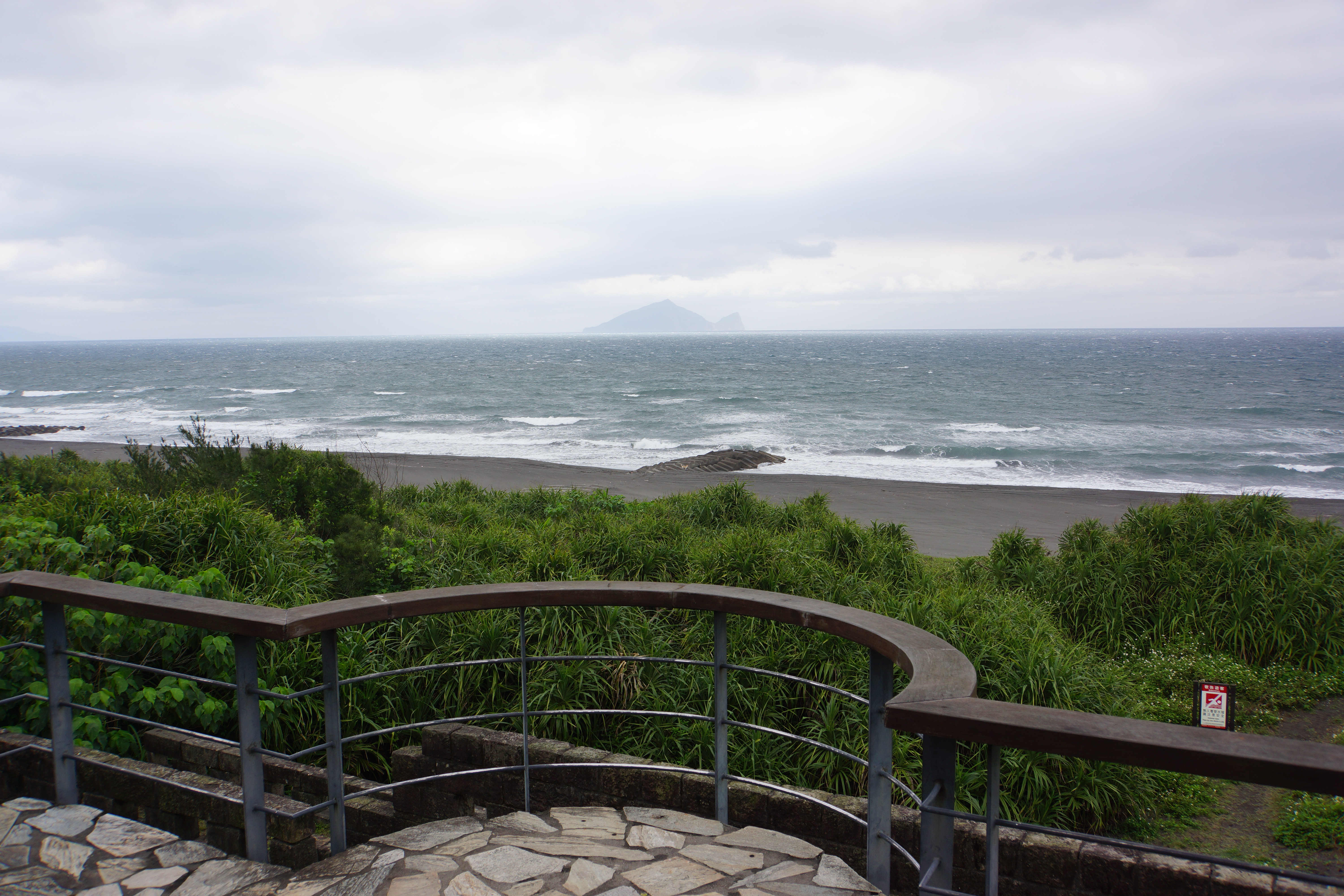
永鎮濱海公園沙灘及龜山島

- 加留沙埔海岸
- 壯圍沙丘旅遊服務園區
- 永鎮海濱公園
- 蘭陽溪口水鳥保護區
- 東港榕樹公園
- 壯圍新南村休閒農業區
- 旺山休閒農場-主題南瓜園
- 後埤社區

## 農產品
- 稻米
- 哈密瓜
- 白蒜
- 青蔥
- 西瓜
- 香瓜
- 花生
- 白蘿蔔

## 外部連結
- 宜蘭縣壯圍鄉公所 （页面存档备份，存于）
- 宜蘭縣壯圍鄉衛生所的Facebook專頁